# Станіслав Рибіцький
Станіслав Рибі́цький (пол. Stanisław Rybicki; 1854, Ряшів — 1935, Львів) — відомий польський науковець у галузі залізничного будівництва, керівник Львівської залізниці у 1905—1916 роках, голова Політехнічного товариства у Львові в 1917—1935 роках.

## Біографія
Станіслав Рибіцький народився 1854 року у місті Ряшів на території сучасної Польщі. Початкову освіту здобув у рідному місті, фах інженера-залізничника — у Технічному університеті міста Карлсруе (1880).
Після закінчення навчання у 1881 році працював у Генеральній інспекції залізниць у Відні. У 1882—1884 роках працював інженером на будівництві залізниць Станиславів — Гусятин (ця залізниця донині збереглася частково) та Стрий — Лавочне. В 1885—1887 роках працював над реконструкцією залізничних мостів на альпійських і чеських залізницях. Також працював у фінансовому бюро Генеральної дирекції залізниць (1887—1896). У 1896—1904 роках займав посаду технічного делегату уряду по нагляду державних залізниць у Моравії, Сілезії, Галичині та Буковині.
У 1904 році став заступником керівника Львівської залізниці, а від 1905 року був її керівником. Розробив проект реконструкції львівського залізничного вузла, який було реалізовано лише частково — в 1908—1909 роках проведено реконструкцію станції Підзамче. Для переведення паровозів на нафтове паливо у 1909 році домігся урядового кредиту. Експеримент із переведенням паровозів на нафтове паливо виявився вдалим і був реалізований того ж року.
Під керівництвом Станіслава Рибіцького у Львові було споруджено 40 житлових будинків для робітників та службовців залізниці. У роки керування Станіславом Рибіцьким Львівською залізницею було споруджено будинок її управління на розі сучасних вулиць Огієнка та Листопадового чину.
Під час Першої світової війни керував евакуацією дирекції Львівської залізниці 29-30 серпня 1914 року. Після повернення дирекції до Львова в 1915 році протягом кількох тижнів налагодив рух на галицьких залізницях.
У 1916 році, за наполяганням ерцгерцога Фрідріха, міністр залізниць барон Форстер звільнив Станіслава Рибіцького із посади керівника Львівської залізниці.
Після звільнення із посади Станіслав Рибіцький проводив активну громадську та наукову діяльність, зокрема із 1917 року і до самої смерті у 1935 році очолював Політехнічне товариство у Львові.
Помер у Львові, де й похований

## Нагороди
- Лицарський хрест ордена Відродження Польщі (2 травня 1923)[4]
- Золотий Хрест Заслуги (1933)
- Почесна відзнака Польського Червоного Хреста (1929)
- Командорський хрест із зіркою ордена Франца Йосифа (1914, Австро-Угорщина)[5]
- Командорська відзнака ескадрону Польської Гвардії (1912, Австро-Угорщина)
- Командорський хрест із зіркою ордена Полярної Зірки (1915, Швеція)[6]
- Лицарський хрест ордена Франца Йосифа[7].